# Апостасия (1965)
«Апостасия» (греч. Αποστασία, буквально «отступничество») — термин, используемый для описания политического кризиса в Греции в июле 1965 года.
После многолетнего правоконсервативного правления избрание центриста Георгиоса Папандреу-старшего стало «знаком перемен» в стране. Молодой король Константин II, чьи полномочия, согласно Конституции, были крайне ограничены, пытался поставить под контроль национальное правительство и вошёл в непосредственное столкновение с либеральными реформаторами: в результате он отправил Папандреу в отставку в 1965 году, что положило начало конституционному кризису, известному под названием «Апостасия».
После нескольких попыток сформировать правительства на основе частично Союза центра, лидерами которого были Папандреу и несколько консервативно настроенных членов парламента, Константин II назначил временное правительство во главе с Иоаннисом Параскевопулосом, а новые выборы — на 28 мая 1967 года. Ожидалось, что Союз Центра во главе с Папандреу получит наибольшее количество голосов, недостаточное для того, чтобы сформировать однопартийное правительство, а потому будет вынужден пойти на создание коалиции с Единой демократической левой партией, которую консерваторы и вовсе считали прикрытием для запрещенной компартии. Эта вероятность была использована как предлог для военного переворота в стране.

## Предпосылки

### Союз Центра у власти
В 1961 году различные фракции либеральных центристских политических сил — известных тогда в Греции просто как «Центр» — объединились в новую политическую партию, названную «Союз Центра». Задачей объединённой группы стало формирование альтернативной программы действующему премьер-министру Константиносу Караманлису. Но вскоре Караманлис назначил всеобщие выборы, которые привели к явной победе его партии.
Однако Папандреу и другие политики Союза Центра утверждали, что победа на выборах досталась Караманлису во многом благодаря «насилию и фальсификации голосов» избирателей. Папандреу, талантливый оратор, начал «беспощадную борьбу» (греч. Ανένδοτος Αγών), направленную на то, чтобы вынудить «незаконное» правительство Караманлиса уйти в отставку.
В мае 1963 года Караманлис действительно ушёл в отставку — официальной причиной был заявлен спор с королем Павлом I о его планируемом визите в Великобританию, хотя существуют предположения, что «беспощадная борьба» и другие кризисы (в первую очередь, убийство независимого левого депутата Григориса Ламбракиса, к которому предполагали причастность полиции и спецслужб страны) значительно ослабили позиции премьера.
Всеобщие выборы в конце 1963 года привели к тому, что Союз Центра вышел на первое место, хотя и не добился абсолютного большинства. Папандреу был назначен премьер-министром и получил вотум доверия в парламенте, поскольку Единая демократическая левая партия (ЭДА) также проголосовала за него. Тем не менее, ЭДА в те годы рассматривалась политическим истеблишментом Греции, включая самого Папандреу, как версия объявленной вне закона коммунистической партии Греции. В результате Папандреу, отказавшись править, имея «коммунистическую поддержку», подал в отставку.
В стране был немедленно распущен парламент и назначены новые всеобщие выборы. Папандреу, который успел на посту премьер-министра принять ряд популярных мер, получил 53 % голосов избирателей и абсолютное парламентское большинство на выборах. Утверждается, что Папандреу в обмен на свою поддержку согласился повысить роль короля Греции в управлении вооруженными силами страны, которые в то время были традиционно правыми и настроены антикоммунистически.
В правительстве 1963 года министром обороны был отставной генерал, который также был министром обороны в предыдущем (временном) правительстве. В новом правительстве, сформированном после выборов 1964 года, министром обороны стал Петрос Гаруфалиас — близкий соратник Папандреу и один из его «финансовых покровителей». Гаруфалиас был консервативен во взглядах и его часто относят к правому флангу Союза Центра. Вскоре после того, как Папандреу был приведен к присяге, король Павел I умер, и его преемником стал его 24-летний сын, известный как Константин II.
Первоначально отношения между королем и его премьер-министром казались «сердечными», но вскоре начались сложности. К началу 1965 года Папандреу и Константин II даже перестали разговаривать друг с другом: их последняя встреча, предшествовавшая кризису, была в марте 1965 года.
Важную роль в генезисе и развитии кризиса сыграл и ряд других факторов. В частности, Союз Центра состоял из различных центристских фракций, которые ранее ожесточённо спорили между собой; Союз охватил очень широкий сегмент политического спектра страны. Ещё больше осложняло ситуацию то, что Папандреу — которому в 1964 году было 76 лет — вскоре должен был уступить свое место новому лидеру: и очень многие стремились стать преемником. Неожиданное появление на политической арене в 1964 году сына Папандреу, Андреаса в качестве нового лидера левого крыла партии также сыграло свою роль в политических распрях.